# Produto triplo
No cálculo vetorial, há duas maneiras de se multiplicar três vetores juntos, de se fazer um produto triplo, também chamado de produto misto.
Uma delas é encontrando-se o produto escalar de um dos vetores com o produto vetorial dos outros dois. Essa é conhecida como produto triplo escalar, embora seja um a pseudo-escalar: sob reflexão em um plano, ele muda de sinal.
Geometricamente, esse produto é o volume (com sinal) do paralelepípedo formado pelos três vetores dados.
{\displaystyle {a}\cdot ({b}\times {c})={c}\cdot ({a}\times {b})={b}\cdot ({c}\times {a})}
É o determinante de uma matriz 3 X 3, cujas colunas são os três vetores; esse é invariante sob rotações coordenadas. É comum a notação [abc] para designá-lo.
A outra é encontrando-se o produto vetorial de um dos vetores com o produto vetorial dos outros dois. Essa é conhecida como produto triplo vetorial porque resulta em um vetor.